# Opaalkruinmanakin
De opaalkruinmanakin (Lepidothrix iris; synoniem: Pipra iris) is een zangvogel uit de familie der manakins (Pipridae).

## Naamgeving
De soort werd voor het eerst wetenschappelijk beschreven door Heinrich Rudolf Schinz in 1851. Hij noemde deze soort Lepidothrix iris naar de regenboog. De Braziliaanse naam luidt cabeça-de-prata, hetgeen 'zilverkop' betekent.

## Kenmerken
De opaalkruinmanakin is een kleine vogel van circa 9 centimeter groot. De vogel heeft een olijfgroene bovenzijde, een geelgroene onderzijde en roze poten. De snavel is oranje en de ogen zijn geel. Verder vertoont de soort seksuele dimorfie. Het mannetje wordt gekenmerkt door een opaalkleurige kruin. Het vrouwtje lijkt op het mannetje, maar heeft in tegenstelling tot het mannetje een groene kruin.

## Verspreiding en leefgebied
Deze vogel is endemisch in Brazilië en telt twee ondersoorten:
- L. i. iris – oostelijke deel van de Braziliaanse Amazone (van het oosten van Pará tot het noorden van Maranhão).
- L. i. eucephala – ten zuiden van de rivier de Amazone (in het oostelijke deel van de rivier de Tapajós).

De natuurlijke habitats zijn subtropische of tropische vochtige laagland bossen op een hoogte van minder dan 200 meter boven zeeniveau. De habitats liggen in het bioom Amazone.

## Status
De soort wordt bedreigd door habitatverlies ten gevolge van ontbossing. Daardoor zijn trends in populatie-aantallen dalend. Om deze redenen staat de opaalkruinmanakin als kwetsbaar op de Rode Lijst van de IUCN.